# Arveyres
Arveyres är en kommun i departementet Gironde i regionen Nouvelle-Aquitaine i sydvästra Frankrike. Kommunen ligger i kantonen Libourne som tillhör arrondissementet Libourne. År 2022 hade Arveyres 2 058 invånare.

## Befolkningsutveckling
Antalet invånare i kommunen Arveyres
Referens:INSEE